# Stade de Maradi
Stade de Maradi is een multifunctioneel stadion in Maradi, een stad in Niger. Het stadion wordt vooral gebruikt voor voetbalwedstrijden, de voetbalclub Jangorzo FC maakt gebruik van dit stadion. In het stadion is plaats voor 2000 toeschouwers. 
In 2019 werd het stadion gebruikt voor het Afrikaans kampioenschap voetbal onder 20. Er werden 6 groepswedstrijden gespeeld.